# 社会主義リアリズム
社会主義リアリズム（しゃかいしゅぎリアリズム、露: социалистический реализм）とは、ソビエト連邦などの社会主義国において公式とされた美術・音楽・文学などの表現方法、評論の指針である。
社会主義を称賛し、革命国家が勝利に向かって進んでいる現状を平易に描き、人民を思想的に固め革命意識を持たせるべく教育する目的を持った芸術である。

## 社会主義リアリズムの源流

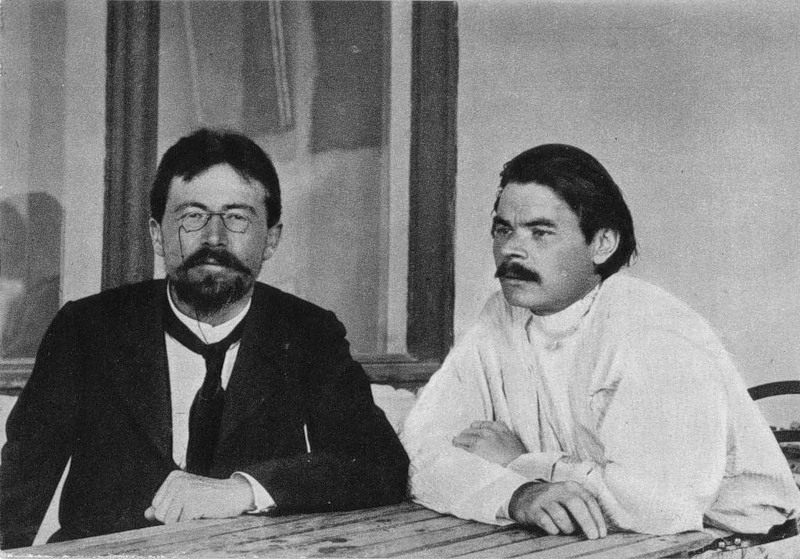
帝政時代に撮影されたマクシム・ゴーリキー（右）。ゴーリキーは社会主義リアリズムの文学理論に多大な影響を与えた。左はアントン・チェーホフ（1900年）。

ロシアにおいて、政府が芸術を統制したのはソビエト政権が最初ではない。ロシア帝国も秘密警察を持ち、全ての出版物を検閲しており、ロシアの芸術家はこのころから検閲をすり抜けつつ発言する術を身につけていた。これらは結局、ソビエト政権下の時代になってもそのまま（しかも強化された形で）引き継がれた。
ロシア芸術における社会主義リアリズムの源流は、19世紀の新古典主義にさかのぼる。またロシア文学やロシア美術の写実主義において、広大な帝国の農村で貧窮する人々を描いた作家たちにも重要な関連がある。なかでも、マクシム・ゴーリキーの文学芸術に関する哲学が社会主義リアリズムの理論に大きな影響を与えた。彼の作品『母』（1907年）が最初の社会主義リアリズム文学とされ、かれの評論『社会主義リアリズムについて』が「ソビエト芸術」の必要性を論じた。

## ロシア・アヴァンギャルド
1920年代になり革命の嵐が去り、ソビエト連邦が誕生すると、それまでの保守的美術を支えていたパトロンである貴族階級やブルジョワ、ブルジョワ的芸術家らが処刑されたり亡命し、ロシアの芸術界には大きな空白があいた。ブルジョワジー好みの作風でなかったため、それまで不遇だったロシアの若き芸術家の一群たちは革命によって成立した政治形態に賛同し、保守的な美術を退け、前衛的かつ社会革命の為の芸術を試み、大衆への浸透を図った。彼らが近代において芸術が大衆文化全体の変革にかかわるものとして認識していたことが新しい。ここに、貴族的ハイ・カルチャーから、大衆的ロー・カルチャーへの移行が始まる。
芸術家らはすぐれた芸術運動を展開し「ロシア・アヴァンギャルド」と呼ばれる一大芸術運動となった。美術・音楽・文学・デザイン・建築などあらゆる分野でそれぞれの画期的な作品を発表することで革命的・政治的芸術の発露とした。これらは革命直後の気風とも一致し、革命後の新生活の理想や美を純粋に追求した。
国家政府の支持のもとで対外的にも展開され国外の芸術家にも影響を与えた。しかしこうした革新的芸術は労働者階級や大衆の一部、政治指導者のなかには難解とする者もあり、評判が芳しくなかったという。また彼ら前衛芸術家の間にも、実質的な革命芸術の方向性をめぐり路線の争いがあった。
この芸術運動は、スターリン政権成立後、終焉を迎える。強大な権力は前衛作家たちの路線争いを強制的に収束させ、「ロシア・アヴァンギャルド」の理念を排除し、結果的にこの国の芸術家らを挫折させ、唯物論的な「生産主義者」へ転向させる圧力となった。生産主義者らは宗教・芸術の排斥と打倒を掲げ、芸術の伝統や観念よりも生産効率を高める実践的運動を進めることになった。

## 労働者階級の作品と周辺
ソビエト連邦ではロシア・アヴァンギャルドと同時期に、芸術は個人主義的なものではなく、国家を維持する労働者らによって革命的に主導され、労働者や社会に貢献しなければならないというプロレタリアートの主導性を重視した政治主導的な芸術観「プロレタリア芸術」も並行し出現していた。
これは、ロシアのみならずコミンテルンの各国支部などを通じヨーロッパやアメリカ、日本などでも同時発生的に起こった現象である。1910年頃、世界の各地で労働争議が激しくなった時期から、当時の多くの革命運動指導者や革新的芸術家がその考えを支持し、労働者の置かれた現状を把握し掘り下げ、より広汎な人々をプロレタリアとして自覚させ行動に立ち上がらせるような文学・絵画などの作品を発表し始めた。1930年代はアメリカでも、美術や文学の世界では、労働者や大衆にわかり易い大衆的ポピュリズムが主流となり、現実の事件や社会の矛盾などを写実的に描く芸術が主流を占めていた。

## 社会主義リアリズムの国家による採用
1930年代に入り革命後の混乱がおさまり、社会主義国家の建設が軌道に乗り始めた頃、労働者や農民出身の新しい芸術家たちが出現し、革命以前からの知識人や芸術家らも国家の理想とする「プロレタリア芸術」表現を支持する側に回った。これら二つの芸術家の流れを一つにまとめ上げ、社会主義国家の発展のために一人でも多くの労働者大衆を芸術を通じて社会主義建設に目覚めさせ、鼓舞しなければならないという政治主導的な芸術への動きが強まっていった。
労働者階級にある一般大衆にわかりやすく世界の「現実」に対する目を開かせ、革命や社会建設のために働く労働者を鼓舞するような芸術をつくるべく、1932年のソ連共産党中央委員会は芸術団体の国家による一元化を決定した。その年の秋、スターリンは作家たちとの懇談のなかで「社会主義リアリズム」の表現方針を提唱し、あらゆる芸術分野の大会で公式に採用されるに至った。
その表現方針は
- 現実を、社会主義革命が発展しているという認識の下で、空想的ではなく現実的に、歴史的具体性をもって描く
- 芸術的描写は、労働者を社会主義精神に添うように思想的に改造し教育する課題に取り組まなければならない

この方針は過去にさかのぼって解釈され、帝政ロシア時代に書かれたゴーリキーの『母』のような作品も、社会主義リアリズムのさきがけだったとして扱われるようになった。多くの労働者大衆を引きつけるため、作品の娯楽性にも注意が払われた。
映画では1934年の『チャパーエフ』のような実録物が賞賛された。当時、多くの国の急進的思想の人々のあいだで、ソ連に続き自国でも社会主義リアリズム芸術を推進させることで、世界のプロレタリアが革命に結集するようになるのではないかという声が高まった。

## 社会主義リアリズムの硬直化

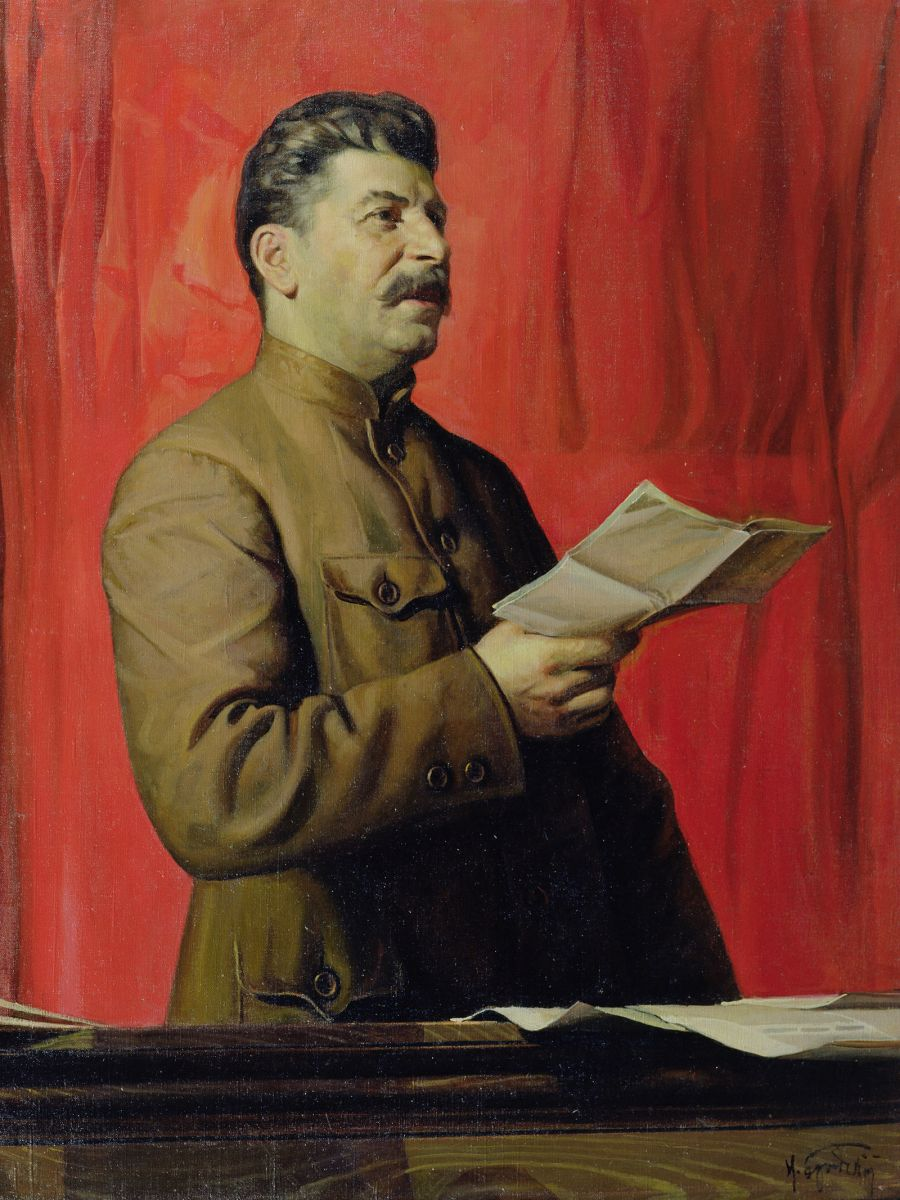
イサーク・ブロドスキーによるスターリンの肖像画。

しかし、この方針は芸術を、党の政治方針に添った「模範」や「枠」から出ないようにするものとなった。ソビエトにおいてスターリンの独裁体制が固まるにつれ、1925年に彼が提唱した「形式においては民族的､内容においては社会主義的」という方針を元に全ての作品が評価されるようになった。美術でも音楽でも文学でも、労働者や農民大衆にもわかりやすく写実的筆致で、ロシアに古くからあった伝統的な画法や旋律、様式をもちいることが求められた。こうなっては、社会主義リアリズムは「リアリズム」とは言いながら、党の許す範囲の現実しか描けないリアリズムへと劣化するはめになった。
- 美術においては画題は限られ、農場や工場などで英雄的に働く労働者など、社会主義の発展を描いた絵画が量産された。政治的に安全な題材を選ぶ圧力のもと、特定の題材や構図が採用された（社会主義リアリズム絵画は西側の評論家から、「少女が農場でトラクターに出会うような絵ばかり」と揶揄された）。また、指導者スターリンの英雄的に修正された像も多数描かれた。

- 建築にも、「スターリン様式」という労働者大衆に感銘を抱かせるための、装飾的で権威的な新古典主義の高層ビルがロシア各地や東欧などに建てられた。スターリン死後は、建築は芸術というより工学として考えられるようになり、プレハブのような無機質な建物が品質に関係なく大量生産で乱造された。

- 文学においては、西欧のような「普通の人々」などを主人公にしたものではなく、国家に奉仕する「労働者」が英雄として描かれる作品が理想とされた。また、第二次大戦後には、共産党員は理想的人間であるので否定的な側面を描くべきではないとする『無葛藤』理論も一時期提唱された。
- 演劇においては、スタニスラフスキーによるモスクワ芸術座が手本となるよう要請された。

- 音楽においては、プロレタリアートの生活を反映した心を高ぶらせる音楽が求められる一方で、それに反する作品やその作曲家は攻撃の対象になった。特に、1948年にソビエト連邦共産党中央委員であったジダーノフによる主にショスタコーヴィチ批判を目的とした作曲家への一斉攻撃は後に「ジダーノフ批判」と呼ばれ有名である。この時点で社会主義リアリズムは芸術家を統制するための政治家の道具に堕したといえる。ニコライ・ロスラヴェッツ、アレクサンドル・モソロフらは迫害された上、作品の一部を破壊された。

こうした社会主義リアリズムや「形式においては民族的､内容においては社会主義的」といった芸術のあり方は、第二次世界大戦後、東欧諸国や中華人民共和国、北朝鮮など他の社会主義国でも同様に採用されていった。
例に、北朝鮮においては、美術では伝統とされる「朝鮮画」によって、音楽では伝統的な民謡や大衆歌の旋律を活かして、革命の事跡や革命建設の達成振り、指導者の偉大さなどを誇張ぎみに描くことが求められ、また基準となっている。
もっとも、同じ共産主義国家でもキューバのように、堅苦しくないデザインのポスターを量産した国もあり、また時代は違うが表面上は反共国家でも、やはり新古典主義を源流とする、民族的な題材を描いた戦時下ナチス・ドイツの公式芸術など、社会主義リアリズムに形式的には近似したプロパガンダ芸術が存在した国もある。

## 社会主義リアリズムの終焉

### 西側諸国
西側諸国では、第二次世界大戦後、世界の芸術界への社会主義の浸透に脅威を抱いたアメリカが、CIAやその傘下の「文化自由会議」などを用い、世界各国に抽象表現主義やポップアートなどアメリカの現代美術や、アメリカ文学を普及させる資金援助や工作を行った。これが本当に効果があったのか不明であるが、次第に多くの西側の芸術家たちのうち、左翼とされた者達も社会主義や硬直化した社会主義リアリズムから距離を置き始めた。

### ソビエト連邦
ソ連では、スターリン政権でロシア・アヴァンギャルドや西欧の前衛的な手法が徹底的に排除された結果、ロシア・アヴァンギャルドを主導した作家たちは「生産主義」へ転向したり流刑され処刑されたり、多くは欧米へと活路を求め亡命していった。また、第二次大戦後、スターリンの没後もボリス・パステルナークやアレクサンドル・ソルジェニーツィンら多くの文学者が弾圧された。
フルシチョフが1962年にある展覧会で抽象絵画を観て「まるでロバの尻尾で描いたような絵だ」（あるいは、「ロシア・アヴァンギャルド時の『ロバの尻尾』派みたいな絵だ」）とこきおろした「ロバの尻尾事件」によって、以後長い間、抽象画など欧米式の現代美術は公認されなかった。
ところがソ連の1960年代から末期にかけて、地下に潜んでいた反体制の現代美術家らは、ネオダダやポップアートにならい、社会主義リアリズムの凡庸な画風を流用してそれらを皮肉った作品を量産した。これが後に「ソッツ・アート」と呼ばれる。
1974年にはモスクワ近郊の野原でソッツ・アートやさまざまなスタイルの抽象絵画、抽象彫刻などを含めた現代美術展が開催されたが、当局がブルドーザーと放水車で会場と作品を完全破壊する事件が起き、これで西側は「地下美術家」の存在を知った。彼らには、ポスター画家や絵本作家に憂き身をやつしてさらに潜伏するか、海外へ亡命するかの選択しかなかった。80年代後半以降、ソッツ・アートの作家たちはアメリカなどで脚光を浴びるものの、ソビエト連邦の崩壊後しばらくたつと社会主義リアリズムもろとも沈み、社会主義批判以上の射程を持っていた作家しか残っていない。
ゴルバチョフ時代にいくぶん表現の自由が緩和され、社会主義リアリズムに対する激しい論争も起こったが、結局、社会主義リアリズムは1991年のソビエト連邦の崩壊まで公式芸術であり続けた。現在は、東欧でもロシアでも、アメリカや西欧に倣いつつも、辿ってきた抑圧や耐久の歴史をも反映させた、独自の文学や美術や音楽を作り出している。

## 中華人民共和国における社会主義リアリズム
中国では社会主義リアリズムは社会主義現実主義と訳される。中国での社会主義リアリズムの最初の紹介は1933年9月とされるが、リアリズムが現実主義と訳され定着したのも1933年で、これ以後中国ではリアリズムは社会主義リアリズムと関連して理解されるようになった。1942年5月中国共産党は延安で文芸座談会を開催し、毛沢東が開会挨拶と結語というかたちで講話（演説）を述べた。翌1943年10月19日に毛沢東の講話は「延安文芸座談会での講話」（文芸講話）として発表されたが、この中には社会主義リアリズムの語はなく、プロレタリアリアリズム（無産階級現実主義）が用いられていた。1949年7月、北京で開催された中華全国文学芸術工作者代表大会（第一次文代大会）では、「毛沢東主席の文芸方針のもとで」中国の作家、芸術家は活動するという決議が、満場一致で採択された。
1949年に建国された中華人民共和国では、1953年9月～10月開催の第二回文学芸術家代表大会（第二次文代大会）で社会主義リアリズムが中国の文学芸術の創作と批評の最高基準として公式に規定された。この直前の1953年5月に出版された毛沢東選集第三巻に収録された「文芸講話」では、プロレタリアリアリズムが社会主義リアリズムに書き換えられ、「文芸講話」は社会主義リアリズムの内容をのべたものとされた。五四運動以来の中国新文芸も、社会主義リアリズムの方向に沿って発展してきたものとみなされた。ただし、それなりに芸術の質の向上をめざす社会主義リアリズムは、解放区以来の左傾傾向の強かった中国文芸界では、専門家の尊重や専門技術の向上重視など積極的な意義もあった。第二次文代大会では、芸術作品の公式化、概念化克服の必要性が強調され、『紅楼夢』など中国古典に対しても、リアリズムの方向で解釈しなおされ、その意義が再確認された。
これ以後、ながらく国家構成員の多くを占めた労働者・農民および彼ら出身の兵士の現実生活とその“理想”に即した社会主義リアリズム、あるいは古典的な中国美術が公式芸術であった。1958年大躍進期には、より教条的な「革命的リアリズムと革命的ロマンチシズムの結合」（両結合）が提起され、社会主義リアリズムは用語としては用いられなくなったが、実質的には変わらなかった。
1966年からの文化大革命では、ソ連などの社会主義リアリズム系作品すら修正主義文芸として否定された。文化大革命期の文学芸術分野の指導的論文とされた「林彪同志が委託し江青同志が開いた部隊の文学芸術座談会紀要」（1967年）でも、両結合が公式の創作方法とされた。革命現代京劇の創作方法に基づく「三突出」（あらゆる人物の中で肯定的人物を際だたせ、肯定的人物の中で主要な英雄的人物を際だたせ、主要な英雄的人物の中で最も主要な英雄的人物を際だたせる。突出は際だたせるの意味）が強調された。これにより、老舎や江文也らが迫害され、彼らは死に追いやられたり作品が廃棄された。
文革終結後の1979年に開催された第四回文代大会では、リアリズムを推奨しつつも創作方法の多様化を提唱し、公式の創作方法として社会主義リアリズム、革命的リアリズムと革命的ロマンチシズムの結合のいずれも提起しなかった。公的団体が公式の創作方法を規定する時代は終わりを告げたのである。
改革開放の流れの中から地下芸術家が現れ始め、自由思想の弾圧や全く政府の援助を受けられない中、自分や他人の身体を酷使したパフォーマンスや、社会主義リアリズムの美術教育で身につけた超絶的な写実技法を使った不愉快な絵画など、過激な抗議的美術を展開した。
1990年代末には世界の美術界の新星としてヴェネツィア・ビエンナーレなどで大きく紹介され、欧米の脚光を浴びた（多分に、実験的美術家の存在や政治・表現の自由を認めない当時の中国共産党への抗議も込められてはいたが）。しかし、計画経済から市場経済への転換の中で中国共産党が芸術の多様化をある程度認るようになった21世紀初頭の現在では、彼ら現代美術家も公然と敵視されることはなくなった。政府や地方は再開発された街のために巨大な抽象彫刻を発注し、欧米のコレクターや中国の新興成金達は北京や上海の画廊街やアーティスト村に大金を抱えて殺到するという、過熱状態にあり、商業主義に巻き込まれていく傾向もみられる。
このような現代美術全盛の中で社会主義リアリズム系統の作品は、今でも新年のカレンダーや、中国共産党や有人宇宙飛行などの宣伝ポスターなどに使用され公式芸術としての地位を細々と保っている。